# María del Cerro
María del Cerro (Buenos Aires, 20 de marzo de 1985) conocida artísticamente como Mery del Cerro, es una actriz, modelo, presentadora y diseñadora de moda argentina. Es reconocida por haber interpretado el personaje de Melody Paz en la telenovela juvenil Casi ángeles, creada por la productora Cris Morena.

## Carrera
Comenzó su carrera participando en el reality show Super M 2002.
En 2007 debuta como actriz en la telenovela juvenil Romeo y Julieta.
A partir de 2008 y hasta el 2010, interpretó a Melody Paz, en la serie Casi ángeles.
Además, con Casi ángeles ha realizado giras por Argentina, Chile, España, Israel, Italia, México, Panamá, Perú, entre muchos otros países.
En el 2011 participó como Carolina en la telenovela Los Únicos, protagonizada por Mariano Martínez, Nicolás Cabré y Nicolás Vázquez.
En 2012 integra el elenco de la telenovela Lobo, en la pantalla de El Trece. Más tarde realiza una participación especial en Dulce Amor.
En 2013 debutó como conductora del programa Yups y tuvo participaciones en la telenovela Taxxi, amores cruzados. A fines de 2013 presenta su propia línea de trajes de baño junto a Sweet Victorian, bajo el nombre de Mery.
En 2014 actúa en la obra de teatro Algunas mujeres a las que les cagué la vida, junto a Marcelo Cosentino, María Fernanda Callejón, Miriam Lanzoni y Laura Bruni. En televisión conduce junto a Pablo Rago, Studio Movie Plus, por Studio Universal hasta inicios del 2015 En el 2015 trabaja en su nueva línea de trajes de baño junto a "Sweet Victorian" 
Y participa en la película "Chicos Católicos". 
En el 2016 sale su nueva línea de trajes de baño nuevamente junto a "Sweet Victorian". El mismo año participó en el reality show de baile Bailando 2016 conducido por Marcelo Tinelli, donde resultó Semifinalista tras siete meses de competencia. También conduce Vestido de novia, para cadena Discovery Home & Health. 
En 2017 se dedica de lleno a la actuación en teatro trabaja en la obra Como el culo y en televisión es parte del elenco de la tira Golpe al corazón, interpreta a Lucrecia. Allí se reencontró con sus excompañeros de Casi ángeles, Victorio D'Alessandro y Stefano De Gregorio. 
En 2018 conduce junto a Marcelo Polino Los especialistas del show, en Canal 13. Al año siguiente El challenge, desafío de estilistas, en Telefe.

## Vida personal
Desde 2010 está en pareja con el diseñador gráfico y DJ, Jaime "Meme" Bouquet. Tienen dos hijas: Mila, nacida en agosto de 2015, y Cala, nacida en abril de 2020.

## Trayectoria

### Cine
| Año  | Título                                 | Personaje       | Notas                |
| ---- | -------------------------------------- | --------------- | -------------------- |
| 2014 | Chicos Católicos Apostólicos y Romanos | Isabel del Palo | Personaje secundario |

### Ficciones de televisión
| Año         | Título                             | Papel            | Canal      | Notas                             |
| ----------- | ---------------------------------- | ---------------- | ---------- | --------------------------------- |
| 2006        | Alma pirata                        | Rocío            | Telefe     | Participación especial            |
| 2007        | Romeo y Julieta                    | Camille Donté    | Canal 9    | Papel de reparto                  |
| 2007        | Lalola                             | Modelo           | América TV | Cameo                             |
| 2008 - 2010 | Casi ángeles                       | Melody Paz       | Telefe     | Antagonista principal (Temp. 2-4) |
| 2011        | Los Únicos                         | Carolina Guzmán  | El Trece   | Participación especial            |
| 2012        | Lobo                               | Florencia Mujica | El Trece   | Coprotagonista                    |
| 2012 - 2013 | Dulce amor                         | Melina           | Telefe     | Recurrente                        |
| 2013 - 2014 | Taxxi, amores cruzados             | Milagros         | Telefe     | Recurrente                        |
| 2014        | Las 13 esposas de Wilson Fernández | Magda            | TV Pública | Participación especial            |
| 2015        | Entre caníbales                    | Romina Casenave  | Telefe     | Recurrente                        |
| 2017 - 2018 | Golpe al corazón                   | Lucrecia         | Telefe     | Coprotagonista                    |
| 2024        | Coppola, el representante          | Karina Rabolini  | Star+      | Participación especial            |
| 2024        | Margarita                          | Yamila Puentes   | Max        | Elenco principal                  |

### Programas de televisión
| Año         | Título                              | Canal                   | Rol                          | Notas               |
| ----------- | ----------------------------------- | ----------------------- | ---------------------------- | ------------------- |
| 2002        | Super M                             | El Trece                | Participante                 | Semifinalista       |
| 2013        | Yups                                | Yups TV                 | Conductora                   |                     |
| 2014 - 2015 | Studio Movie Plus                   | Studio Universal        | Conductora                   |                     |
| 2016        | Bailando por un sueño 2016          | El Trece                | Participante                 | Semifinalista       |
| 2016 - 2017 | Vestido de Novia: El gran día       | Discovery Home & Health | Conductora                   |                     |
| 2018        | Los especialistas del show          | El Trece                | Conductora                   |                     |
| 2018        | Bailando por un sueño 2018          | El Trece                | Acompañante en salsa en trío | Con Sofía Jiménez   |
| 2018        | Bailando por un sueño 2018          | El Trece                | Participante                 | Semifinalista       |
| 2019        | El challenge, desafío de estilistas | Telefe                  | Conductora                   |                     |
| 2021        | MasterChef Celebrity Argentina 2    | Telefe                  | Acompañando en un programa   | con Candela Vetrano |
| 2021        | El challenge, Celebrities           | Telefe                  | Conductora                   |                     |
| 2021 - 2022 | MasterChef Celebrity Argentina 3    | Telefe                  | Participante                 | 17.° eliminada      |

### Teatro
| Año         | Obra                                        | Dirección                        | Teatro                       |
| ----------- | ------------------------------------------- | -------------------------------- | ---------------------------- |
| 2007        | Pelota Paleta                               | Ezequiel Tronconi                | Puerta Roja                  |
| 2008 - 2010 | Casi ángeles                                | Cris Morena                      | Teatro Gran Rex              |
| 2014        | Algunas mujeres a las que les cagué la vida | Charly Nieto y Marcelo Cosentino | Teatro Picadilly             |
| 2017        | Como el culo                                | Manuel González Gil              | Teatro Tabarís y Multiteatro |
| 2022        | La verdad                                   | Ciro Zorzoli                     | Teatro Politeama             |